# Péninsule de Kaikoura
La péninsule de Kaikoura, en anglais Kaikoura Peninsula, est une péninsule de Nouvelle-Zélande, sur l'île du Sud, et s'avançant dans l'océan Pacifique au sud de la localité de Kaikoura.

## Géographie
La péninsule est constituée de calcaire et de mudstone déposés, déformés et soulevés tout au long du Quaternaire en raison du système de failles de Marlborough.

## Histoire
Ses côtes rocheuses sont habitées pendant un millier d'années par les Maoris puis servent de poste d'observation aux Européens pour la chasse à la baleine du XVIIIe siècle jusqu'en 1922. Depuis la fin de la chasse à la baleine, celles-ci peuvent prospérer et la région est maintenant réputée comme destination pour les observer.

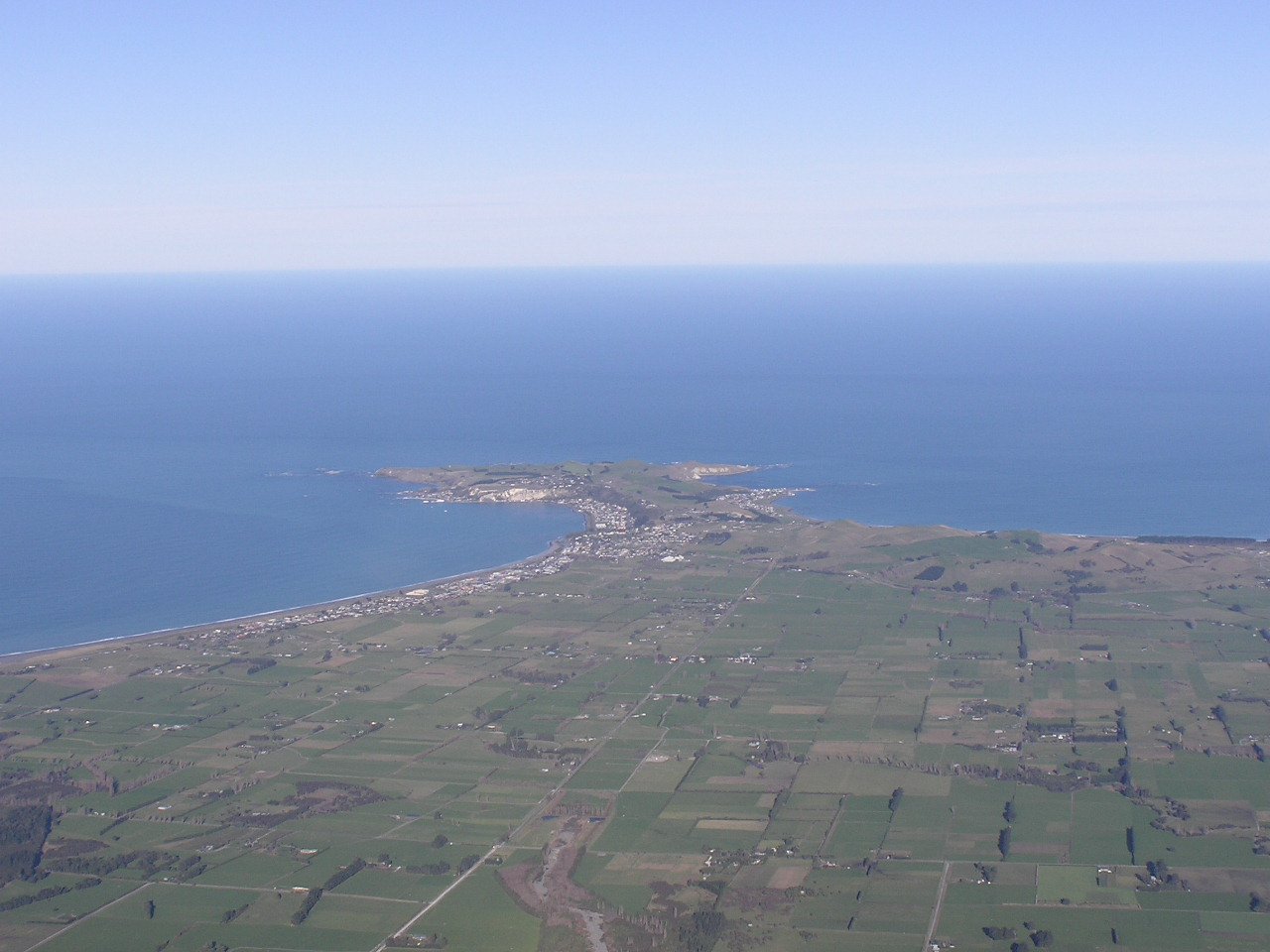
Vue de la péninsule de Kaikoura depuis le mont Fyffe dans les chaînes de Kaikoura au nord.

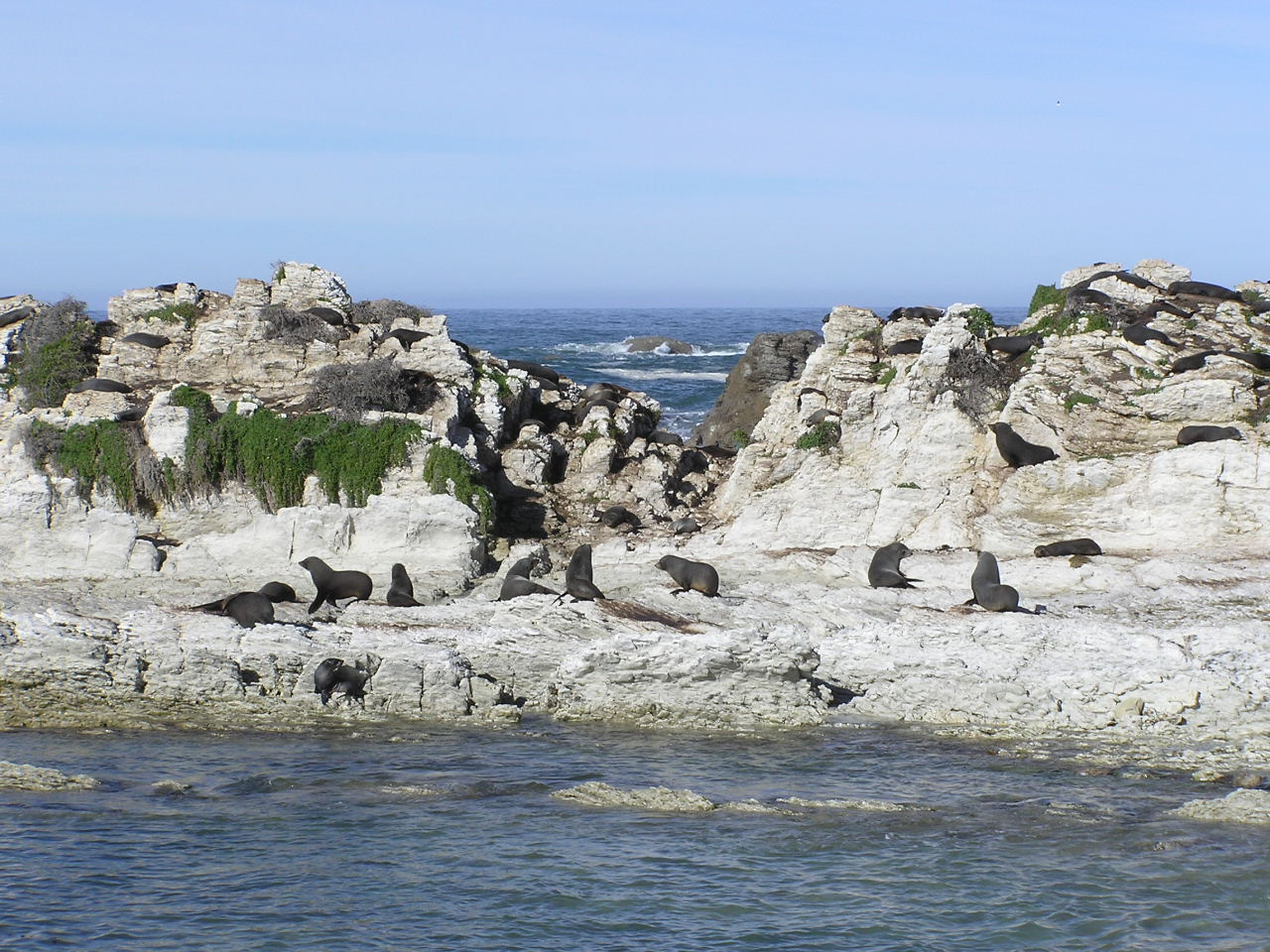
Colonie de phoques sur les côtes de la péninsule.